# Février 2015

## Évènements
- 1er février :
  - en battant le Qatar 25 à 22 en finale du Championnat du monde 2015, la France devient la première équipe cinq fois championne du monde de handball.
  - les Patriots de la Nouvelle-Angleterre remportent le Super Bowl XLIX contre les Seahawks de Seattle sur le score de 28 à 24.
- 2 au 6 février : huitième cycle de négociations entre l'Union européenne et les États-Unis en vue d'un traité de libre-échange transatlantique.
- 3 février :
  - Sergio Mattarella est investi président de la République italienne et succède au président du Sénat Pietro Grasso qui assurait l'intérim.
  - l'immolation du militaire jordanien Mouath al-Kassaesbah, enlevé en décembre 2014 en Syrie et retenu en otage par des djihadistes de l'État islamique, est annoncée[1].
  - une collision entre un train de banlieue et une voiture qui traversait les voies dans la banlieue nord de New York fait au moins six morts (la conductrice de la voiture et cinq passagers du train) et plusieurs blessés[2].
- 3 au 16 février : championnats du monde de ski alpin aux États-Unis.
- 4 février : le Vol 235 TransAsia Airways qui assure la liaison intérieure entre l'aéroport international de Songshan à Taipei (Taïwan) et l'île de Kinmen s'écrase quelques minutes après son décollage dans une rivière avec à son bord 53 passagers et cinq membres d'équipage. La catastrophe fait 40 morts et 3 disparus.
- 6 février :
  - l'ancien ministre Habib Essid entre en fonction comme nouveau chef du gouvernement tunisien et succède à Mehdi Jomaa ;
  - le premier ministre du Timor oriental Xanana Gusmão démissionne ;
  - les Houthis, miliciens chiites qui ont pris d'assaut le palais présidentiel au Yémen en janvier dernier, poussant à la démission le président Abdrabbo Mansour Hadi et son Premier ministre Khaled Bahah, décident contre la volonté de la communauté internationale, l'instauration d'un Comité révolutionnaire chargé de la transition avec sa tête Mohammed Ali al-Houthi.
- 7 février : le tableau de Paul Gauguin intitulé Quand te maries-tu ? (1892) est acheté par le Qatar pour 300 millions de dollars, ce qui en fait l'œuvre d’art la plus chère du monde.
- 8 février :
  - 57e cérémonie des Grammy Awards à Los Angeles (États-Unis) ;
  - 68e cérémonie des British Academy Film Awards à Londres (Royaume-Uni).
  - la Côte d'Ivoire remporte sa deuxième coupe d'Afrique des nations.
- 10 février :
  - les autorités américaines confirment la mort de l'humanitaire américaine Kayla Mueller, enlevée en août 2013 à Alep en Syrie et retenue en otage par des djihadistes de l'État islamique. Les djihadistes ont évoqué le 6 février que la mort de la jeune humanitaire était due à un bombardement de l’aviation de la coalition occidentale sur une position islamiste aux abords de la ville de Raqqa. Les États-Unis affirment ne pas disposer de preuves concernant les circonstances du décès de leur compatriote[3].
  - l'épave du Douglas DC-3 qui transportait l'équipe de football chilienne Green Cross et trois arbitres et qui avait disparu dans la cordillère du Nevado de Longaví au Chili, il y a plus de 50 ans a été retrouvé par des alpinistes à 3 200 mètres d'altitude.
  - une fusillade près de l'université de Chapel Hill en Caroline du Nord aux États-Unis fait 3 morts.
  - les Fidji deviennent le 101e État totalement abolitionniste[4].
- 11 février :
  - le ministre centrafricain de la Jeunesse et des Sports, Armel Ningatoloum Sayo enlevé à Bangui le 25 janvier dernier par un groupe d'hommes armés est libéré.
  - en Allemagne, des funérailles nationales sont célébrées pour l’ancien président Richard von Weizsäcker, en présence, notamment de la chancelière Angela Merkel, de l'ancien chancelier Gerhard Schröder et de l’ancien président polonais Lech Wałęsa.
  - lancement par la fusée européenne Vega puis la récupération dans l'océan Pacifique de l'IXV, première mini-navette spatiale de l'ESA.
  - le satellite DSCOVR issu de la collaboration NOAA-NASA-USAF est lancé par la fusée Falcon 9 de SpaceX.
  - Denis Zvizdić est élu nouveau président du Conseil des ministres bosnien par la Chambre des représentants. Il succède à Vjekoslav Bevanda.
- 12 février : le Parlement moldave rejette la candidature de Iurie Leancă, membre de la Coalition pour un gouvernement pro-européen, pour rempiler au poste de premier ministre. Leancă n'obtient que 42 voix sur les 51 nécessaires.
- 14 février :
  - des fusillades à Copenhague lors d’une conférence en hommage aux victimes des attentats contre Charlie Hebdo et devant la grande synagogue de la ville, font 3 morts (dont le tireur) et 5 blessés ;
  - le film Taxi du réalisateur iranien Jafar Panahi remporte l’Ours d'or de la Berlinale 2015.
- 16 février :
  - Rui Maria de Araújo entre en fonction comme nouveau premier ministre du Timor oriental et succède au démissionnaire Xanana Gusmão ;
  - 21 chrétiens coptes égyptiens enlevés récemment en Libye et retenus en otage par des djihadistes de l'État islamique sont tués par décapitation[5].
  - la coalition d'opposition Team Unity emmenée par l'ancien ministre des affaires étrangères Timothy Harris remporte les élections législatives à Saint-Christophe-et-Niévès avec 7 sièges contre 3 au Parti travailliste du premier ministre Denzil Douglas.
- 17 février :
  - Lee Wan-koo devient nouveau premier ministre de Corée du Sud succédant à Chung Hong-won ;
  - au moins 16 personnes sont mortes dans un accident et 78 autres blessées lors du défilé du carnaval sur le Champ-de-Mars à Port-au-Prince en Haïti. Un char qui transportait le groupe de rap Barikad Crew a touché une ligne à haute tension, provoquant l'électrocution de plusieurs personnes. Cela a aussitôt entraîné un mouvement de panique, et d’autres personnes ont alors péri dans la bousculade[6].
- 18 février :
  - Kolinda Grabar-Kitarović est investie présidente de la Croatie, devenant la femme élue à ce poste au suffrage universel direct. Elle succède à Ivo Josipović.
  - l'ancien ministre de l'intérieur, le conservateur modéré Prokopis Pavlopoulos est élu à la présidence de la République hellénique par le Parlement grec avec 233 voix contre 30 à Níkos Alivizátos (el).
  - Chiril Gaburici entre en fonction comme nouveau premier ministre de la Moldavie et succède à Iurie Leancă.
  - l'ancien ministre des affaires étrangères Timothy Harris devient le nouveau premier ministre de Saint-Christophe-et-Niévès, succédant à Denzil Douglas.
- 18 au 20 février : à la suite des attentats de janvier 2015 en France, un sommet international contre le terrorisme se tient à Washington (États-Unis).
- 18 au 22 février : Championnats du monde de cyclisme sur piste 2015.
- 18 au 1er mars : Championnats du monde de ski nordique 2015.
- 19 février : après avoir eu recours à l'article 49-3 de la Constitution pour faire passer le projet de loi Macron sans vote à l'assemblée nationale, le Premier ministre français Manuel Valls subit de la part de l'opposition une motion de censure déposée par l'UMP et l'UDI contre son gouvernement. Mais celle-ci est rejetée, n'ayant recueilli que 234 voix, alors qu'il en fallait 289. Le projet de loi est donc adopté en première lecture.
- 20 février :
  - 40e cérémonie des César du cinéma en France.
  - le président yéménite, Abdrabbo Mansour Hadi, se rend à Aden, après avoir quitté son palais présidentiel dans lequel les Houthis l'avaient placé en résidence surveillée.
- 22 février :
  - 87e cérémonie des Oscars à Los Angeles (États-Unis) ;
  - au 2e tour des élections législatives aux Comores, l'UPDC du président Ikililou Dhoinine obtient 29,1 % des voix et 6 sièges (total 8), le Rassemblement démocratique des Comores 21,3 % et 2 sièges (total 2), le parti JUWA de l'ancien président Ahmed Abdallah Mohamed Sambi obtient 20,5 % et 6 sièges (total 7), la Convention pour le Renouveau des Comores 10,1 % et 2 sièges (total 2) et les indépendants 11 % avec 3 sièges (total 3)[7].
- 22 et 26 février : en Irak, à Mossoul, l’État islamique brûle des milliers d'ouvrages de la bibliothèque, détruit une église ainsi que des œuvres assyriennes et hellénistiques du musée.
- 24 février :
  - le président yéménite, Abdrabbo Mansour Hadi, retire sa démission ;
  - une fusillade dans un restaurant d'Uherský Brod en République tchèque fait 9 morts (dont le tireur) et 1 blessé grave.
- 26 février :
  - la présidente de l'Argentine Cristina Kirchner nomme Aníbal Fernández nouveau chef de cabinet. Fernández a déjà exercé cette fonction entre juillet 2009 et décembre 2011. Il succède à Jorge Capitanich ;
  - l'écrivain, blogueur et militant américano-bangladais Avijit Roy est assassiné par un groupe d'assaillants armés à Dacca, Bangladesh.
- 27 février :
  - 8 personnes sont mortes (dont le tireur) et une blessée dans plusieurs fusillades (en) à Tyrone, Missouri aux États-Unis par un homme armé qui aurait fait feu dans plusieurs habitations dans un quartier de la ville.
  - l'ancien vice-premier ministre et opposant russe Boris Nemtsov est assassiné par balles à Moscou.
- 28 février : le parti du Congrès démocratique de l'ancien premier ministre Pakalitha Mosisili remporte avec une légère avance les élections législatives au Lesotho. Son parti recueille 38,76 % des voix (47 sièges) contre la Convention de tous les Basotho du premier ministre sortant Tom Thabane 38,13 % (46 sièges). Le Congrès pour la démocratie du vice-premier ministre Mothetjoa Metsing obtient 10,01 % (12 sièges).